# مسیحی شدن اسلاوها

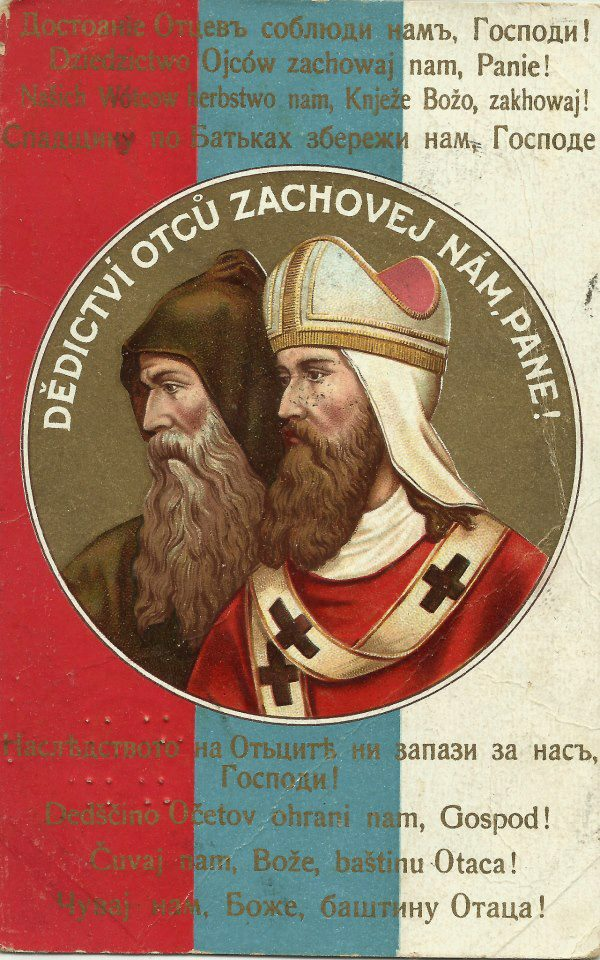
کارت پستال پان-اسلاو که تصویر سنت سیریل و متودیوس «رسولان اسلاو» را نشان می‌دهد.

اسلاوها مابین قرون ۷ تا ۱۲ مسیحی شدند. هر چند روند جایگزینی مذهب باستانی اسلاوها در اوایل قرن ۶ آغاز شده بود. به‌طور کلی پادشاهان اسلاوهای جنوب در قرن ۹، اسلاوهای شرقی در قرن ۱۰ و اسلاوهای غربی بین قرون ۹ و ۱۲ مسیحی شدند. سنت سیریل و متودیوس (الگو:Floruit 860-885) به عنوان «رسولان اسلاوها» که موجب مسیحی شدن اسلاوها شدند، شناخته می‌شوند.